# 姚家駅 (長春市)
姚家駅（ようかえき）は、中華人民共和国吉林省長春市徳恵市にある駅。

## 歴史
- 1942年 開業。

## 隣の駅
中華人民共和国鉄道部
京哈線
丁家園駅 - 姚家駅 - 陶頼昭駅
座標: 北緯44度46分29秒 東経125度52分13秒 / 北緯44.774731度 東経125.870371度